# Пляма (фільм)
«Пляма» — радянський телефільм 1985 року, знятий режисером Олександром Цабадзе на кіностудії «Грузія-фільм».

## Сюжет
Молодий музикант Квішо всім допомагав, легко жив і одного разу, підкинувши монетку (він відволікся, а опонент її перевернув), програв мільйон сигар і став боржником. Після цього він що тільки не робив, щоб розплатитися з боргом. Внаслідок цього загинув його друг.

## У ролях
- Кішвард Глунчадзе — Квішо
- Русудан Квлівідзе — мати
- Отар Базгадзе — батько
- Дато Хурцилава — Ачіко
- Гурам Мгалоблішвілі — Труті
- Зураб Бегалішвілі — Аміран
- Г. Шанідзе — Чукіа
- В. Чумбурідзе — Валера
- Д. Чаграганідзе — «19»
- Марина Ішхнелі — Інна
- Олександр Мейпаріані — Авто
- Р. Інадзе — Пармена
- Володимир Тагіров — Едгар
- Олена Піскунова — Аня

## Знімальна група
- Режисер — Олександр Цабадзе
- Сценарист — Олександр Цабадзе
- Оператор — Нодар Намгаладзе
- Композитори — Олександр Цабадзе, Кішвард Глунчадзе
- Художник — Гогі Татішвілі